# Чайкин, Вадим Афанасьевич
Вадим Афанасьевич Чайкин (5 апреля 1886, слобода Старая Ивановка, Воронежская губерния — 11 сентября 1941, Медведевский лес под Орлом) — эсер, журналист, политический деятель.

## Биография
По происхождению мещанин. Родился 5 апреля 1886 года, в слободе Старая Ивановка Бирюченского уезда Воронежской губернии в семье журналиста. С 1903 года состоял в партии социалистов-революционеров. В 1905 году окончил Уфимскую гимназию, получил высшее образование. За принадлежность к ПСР Чайкин был сослан царским правительством в Якутию, откуда в 1908 году бежал. Был снова арестован в Курске в том же году, затем в 1910 году Москве. По прошению, поданному Чайкиным, место ссылки было изменено на Астраханскую губернию. Впоследствии Вадим Чайкин был сотрудником газеты «Туркестанский голос», издаваемой в Андижане его старшим братом.
После Февральской революции Чайкин активно включился в политическую деятельность:
- С весны 1917 года — председатель Ферганского областного Совета рабочих и солдатских депутатов.
- Делегат I Всероссийского съезда Советов РСД, член первого ВЦИКа.
- На IV съезде ПСР был избран в ЦК.

Чайкин был кандидатом ПСР в Учредительное собрание от Ферганского округа. Делегат IV Съезда ПСР (ноябрь—декабрь 1917). Избран на съезде в состав ЦК ПСР. Возглавлял в ЦК Национальную комиссию, издавшую тезисы для пропагандистской работы «Учредительное Собрание и национальный вопрос». Участвовал в разработке проекта федерализации России.
Депутат Учредительного собрания Чайкин участвовал в заседании 5 января 1918 года. После разгона Собрания выехал из Петрограда. Работал на Украине, Кавказе и в различных городах России по организации спасения Туркестана от надвигавшегося голода. Участвовал в Уфимском Государственном совещании, но демонстративно покинул его в знак несогласия с политикой «широкой коалиции». Вышел из ЦК ПСР в ноябре 1918 года, отказавшись от вооружённой борьбы против большевиков. Вскоре Чайкин переехал в Оренбург, где принял участие в заговоре полковника Ф. Е. Махина против войскового атамана А. И. Дутова. Однако, заговор провалился, Махин был арестован дутовцами и выслан в Омск, откуда был отправлен во Владивосток. А Чайкин выехал из Оренбурга в западном направлении.

В феврале—марте 1919 года Чайкин расследовал по своей инициативе крайне запутанные обстоятельства совершённой английскими интервентами и представителями Закаспийского временного правительства казни 26-ти «бакинских комиссаров» (в ночь на 20 сентября 1918 года). Подробности их ликвидации сообщил Чайкину, как члену ЦК ПСР, товарищ по партии, председатель Закаспийского временного правительства, рабочий-железнодорожник Ф. А. Фунтиков. Результаты расследования Чайкин опубликовал в бакинских газетах (11—12 марта 1919) и «Известиях ВЦИК» (25 июля 1920), а затем в книге «К истории российской революции. Выпуск 1. Казнь 26 бакинских комиссаров» (М.: Изд. 3. И. Гржебина, 1922), в которой изложил версию рассказа Фунтикова. Вывод автора: партия эсеров как организация отношения к казни не имела. Это была первая книга о гибели 26-ти «бакинских комиссаров». Впоследствии Чайкин рассказывал своему сокамернику по Орловскому централу С. О. Газаряну: 
Картина Бродского «Расстрел 26-ти бакинских комиссаров» исторически неверна. Они не были расстреляны, а были обезглавлены. При этом исполнителем казни являлся только один человек — туркмен, исполинской силы богатырь. Этот туркмен один, своими собственными руками шашкой обезглавил всех.
В конце 1919 года Вадим Чайкин стал членом Комитета освобождения Черноморской губернии в Тифлисе. 

Чайкин впервые был арестован большевиками в 1920 года. 24 февраля 1922 года Президиумом ГПУ он был включён в список эсеров, которым в связи с организацией процесса по делу ПСР было предъявлено обвинение в антисоветской деятельности. На допросе в ГПУ 29 мая 1922 показал: 
Я, по мотивам общественно-политическим и этическим, предпочитаю давать свои показания (как в плоскости заявленных мне, так и всех иных вопросов, могущих, по ходу процесса ПСР, возникнуть на суде) непосредственно на суде, в присутствии тех лиц, к интересам которых, — общественным и личным, — мои показания или иные сведения, представляющиеся с моей точки зрения общественно-необходимыми к сообщению, — прямо или косвенно могут относиться.
 В итоге, Чайкин не был привлечён к данному процессу. В последующие годы Чайкин занимался историографией, готовил новую книгу о российской революции.
В 1925 году последовал арест Фунтикова, который был осуждён и расстрелян в следующем году. Обвинительное заключение основывалось на приведённых в книге Чайкина «К истории российской революции» данных.
По обвинению в контрреволюционной деятельности Чайкин в октябре 1926 года отбывал заключение в Суздальском политизоляторе. С июня по декабрь 1928 года находился в Вятке. В 1930 году сослан в Ташкент, где жил по июнь 1933 года. С января 1934 года находился в Алма-Ате.
Через 4 года Чайкин был арестован и 25 января 1938 года приговорён к десяти годам тюремного заключения и пяти годам поражения в правах. Вместе с другими заключёнными Орловского централа, он был  расстрелян 11 сентября 1941 года в Медведевском лесу. Реабилитирован в 1990 году.

## Печатные работы
- Чайкин В. К истории российской революции. Вып. 1. Казнь 26 бакинских комиссаров. — М., изд-во З. И. Гражбина, 1922. 195 с.

## Киновоплощения
Дмитрий Скирта — «Мустафа Шокай», 2008